# Лаптева, Людмила Евгеньевна
Людми́ла Евге́ньевна Ла́птева (род. 9 марта 1957, Москва) — советская и российская учёная-юрист, ведущий научный сотрудник Института государства и права РАН, доктор юридических наук, профессор, лауреат премии имени А. Ф. Кони (1994). Декан юридического факультета ИПНБ РАНХиГС при президенте России.

## Биография
В 1979 году — окончила юридический факультет МГУ.
С 1982 по 1985 годы — аспирантура в ИГП АН СССР.
В 1986 году — защитила кандидатскую диссертация, тема: «Земские учреждения в России: историко-правовое исследование» (научный руководитель В. С. Нерсесянц).
В 2002 году — защитила докторскую диссертацию, тема: «Местное управление в пореформенной России: историко-правовое исследование».
В 2007 году — присвоено учёное звание профессора.

## Научная и общественная деятельность
Ведёт исследования в областях: история и теория права и государства, история политико-правовой мысли, муниципальное право.
Внесла наибольший вклад в разработку истории и теории местного самоуправления, типологии административной политики, основ местного самоуправления в России. В последние годы разрабатывает проблемы формирования правосознания и правовой культуры в России.
Автор более 130 научных публикаций, в том числе монографии «Земские учреждения в России» (1993) и «Региональное и местное управление в России» (1997).
Ведёт преподавательскую деятельность на юридическом факультете МГУ.
Декан Юридического факультета имени М. М. Сперанского ИПиНБ РАНХиГС. Заведующая кафедрой истории государства и права ИПиНБ (с 2012).

## Награды
- Премия имени А. Ф. Кони (1994) — за работу «Земские учреждения в России»